# Heinz Kleger
Heinz Kleger (* 17. Dezember 1952 in Zürich) ist ein Schweizer Politikwissenschaftler und Philosoph.

## Leben
Heinz Kleger studierte von 1972 bis 1977 Philosophie, Politikwissenschaft, Geschichte und Soziologie. Nach der Promotion im Jahr 1984 in Philosophie an der Universität Zürich und der Habilitation 1991 ebenda war er von 1994 bis 2018 ordentlicher Professor für Politische Theorie an der Universität Potsdam. Von 2004 bis 2008 lehrte er auch an der Europa-Universität Viadrina in Frankfurt/Oder. Er hielt darüber hinaus Seminare und Vorlesungen in Zürich, Paris und Moskau.

## Schriften (Auswahl)
- Erfolgreich gescheitert? Die europäische Verfassungskrise als Demokratieproblem. Potsdam 2007, ISBN 3-939469-90-4.
- Region-Nation-Europa. Eine politiktheoretische Zwischenbilanz nach 50 Bänden. Potsdam 2009, ISBN 978-3-940793-94-2.
- Regieren ohne Demokratie? Europäischer Verfassungsprozess und die Demokratie der Bürger. Potsdam 2009, ISBN 978-3-86956-017-5.
- Demokratisches Regieren. Bürgersouveränität, Repräsentation und Legitimation. Baden-Baden 2018, ISBN 3-8487-4923-8.
- Der neue Ungehorsam. Widerstände und politische Verpflichtung in einer lernfähigen Demokratie. Frankfurt (Main)/New York 1993, ISBN 3-593-34979-5.
- Metropolitane Transformation durch urbane Regime. Amsterdam 1996, ISBN 90-5708-021-4.
- Toleranz und ‚Tolerantes Brandenburg‘. Berlin 2006, ISBN 3-8258-9242-5.
- Europäische Verfassung. Zum Stand der europäischen Demokratie im Zuge der Osterweiterung. Hamburg 2001 (gemeinsam mit Pawel Karolewski und Matthias Munke), ISBN 3-8258-5097-8; 3., erweiterte Auflage 2004.
- Der Konvent als Labor (Hg.). Münster 2004, ISBN 3-8258-7576-8.